# Langbahn-Grand-Prix Herxheim 2024
Der Große Preis von Herxheim fand am 18. Mai 2024 in Herxheim statt und war das erste Rennen der Langbahn-Weltmeisterschaft 2024.

## Bericht

### Modus
Der hier beschriebene Modus gilt für jedes Saisonrennen und stellt auch den aktuellen saisonübergreifenden Modus dar.
Es gibt 15 Vorläufe (Heats), bei denen jeweils 5 Fahrer teilnehmen. Ein Rennen besteht aus 4 Runden. Die Punkte werden entsprechend der folgenden Tabelle vergeben.

#### Punkteverteilung
| Platz  | 1 | 2 | 3 | 4 | 5 |
| Punkte | 4 | 3 | 2 | 1 | 0 |

Die Fahrer werden so zugeordnet, dass immer wechselnde Fahrer gegeneinander fahren.
Nach den 15 Vorlaüfen wird eine Gesamtpunktzahl ermittelt.
Die drei bestplatzierten Fahrer sind direkt für den Finallauf qualifiziert. Die nächsten 5 platzierten Fahrer dürfen am Last Chance Heat teilnehmen.

#### Last Chance Heat
Im Last Chance Heat, ebenfalls 4 Runden, gibt es keine Punkte mehr zu gewinnen. Die beiden Erstplatzierten qualifizieren sich ebenfalls noch für den Finallauf. Die Fahrer auf den Positionen 3–5 belegen die Positionen 6–8 im Endklassement.

#### Finale
Das Finale geht auch über 4 Runden. Der Gewinner des Rennens ist auch der Grand Prix-Sieger.
Die bis dahin gesammelten Punkte haben keine Bedeutung. Die Fahrer im Finale belegen nach der Einlaufreihenfolge die ersten 5 Plätze.
Die WM-Punkte werden nach der folgenden Tabelle vergeben:
| Platz  | 1  | 2  | 3  | 4  | 5  | 6  | 7  | 8 | 9 | 10 | 11 | 12 | 13 | 14 | 15 |
| Punkte | 21 | 19 | 17 | 15 | 13 | 11 | 10 | 9 | 8 | 7  | 5  | 4  | 3  | 2  | 1  |

### Rennen
Der amtierende Meister Martin Smolinski startete seine Titelverteidigung mit einem perfekten Auftakt und sicherte sich den Sieg beim Auftakt-Finale der FIM Langbahn-Weltmeisterschaft 2024.
Das Rennen fand auf heimischem Boden in Herxheim, Deutschland, statt. Der 39-Jährige verlor in seinen ersten beiden Läufen Punkte, fand jedoch anschließend seine Form, gewann die nächsten drei Rennen und triumphierte schließlich im Grand Final.
Es war jedoch keine leichte Aufgabe für den zweifachen Champion aus München, der sich im entscheidenden Rennen des Programms hart gegen Großbritanniens Zach Wajtknecht und Deutschlands Lukas Fienhage durchsetzen musste, um sich den Platz ganz oben auf dem Podium zu sichern.
Das erste von fünf geplanten Finalrennen der Saison begann mit einem Sieg des Deutschen Erik Riss im Eröffnungslauf, bevor Wajtknecht Smolinski besiegte und Fienhage den letztjährigen Vizeweltmeister Chris „Bomber“ Harris aus Großbritannien hinter sich ließ, wodurch die drei Fahrer nach dem ersten Rennblock punktgleich in Führung lagen.
Riss gewann auch seinen zweiten Lauf und setzte sich vorerst von der Konkurrenz ab, bevor ihn mechanische Probleme in den nächsten zwei Rennen zurückwarfen. Nachdem Smolinski im zweiten Lauf hinter Großbritanniens Andrew Appleton ins Ziel gekommen war, holte er seinen ersten Sieg des Nachmittags, was ihn nach drei Rennblöcken mit Wajtknecht, Fienhage und Harris bei jeweils zehn Punkten gleichauf an die Spitze brachte.
Mit den besten drei Fahrern, die direkt ins Grand Final aufsteigen, und den nächsten fünf, die in den Last Chance Heat mussten, stieg der Druck in den verbleibenden zwei Rennblöcken. Sowohl Smolinski als auch Wajtknecht sicherten sich jeweils zwei weitere Siege und qualifizierten sich souverän für das entscheidende Rennen.
Mit drei Siegen und einem dritten Platz in seinen ersten vier Läufen sicherte sich Fienhage, der Meister von 2020, seinen Platz im Grand Final durch einen dritten Platz im fünften Lauf. Riss, Harris, Appleton, der Niederländer Dave Meijerink und der französische Neuling Jordan Dubernard traten im Last Chance Heat an.
Riss, dessen Chancen auf einen direkten Einzug ins Grand Final durch ein technisches Problem im vierten Lauf zunichtegemacht wurden, das ihn auf der letzten Runde vom ersten auf den dritten Platz zurückwarf, gewann den Last Chance Heat klar vor Harris und sicherte sich seinen Platz für das dramatische Finale auf der schnellen, perfekt präparierten Strecke.
Smolinski entschied sich für die innere Startposition im Grand Final, da er sich davon einen Vorteil versprach. Neben ihm reihten sich Wajtknecht, Fienhage, Riss und Harris auf. Die Entscheidung erwies sich als klug, da Smolinski früh die Führung übernahm, während Wajtknecht sich auf den zweiten Platz vor Fienhage schob.
Angefeuert von seinen heimischen Fans führte Smolinski das Rennen an, während hinter ihm ein erbitterter Kampf um den zweiten Platz tobte. Wajtknecht fuhr immer wieder weite Linien und lieferte sich enge Positionswechsel mit Fienhage. Mit kaum mehr als einer Länge Vorsprung zwischen den Top Drei feierte Smolinski seinen Sieg mit einem spektakulären Wheelie, während Wajtknecht Fienhage knapp auf der Zielgeraden besiegte. Harris wurde Vierter, nachdem Riss wegen eines weiteren vermuteten technischen Problems aufgeben musste.

### Ergebnis
| Platz | Fahrer               | WM-Punkte |
| ----- | -------------------- | --------- |
| 1     | Martin Smolinski     | 21        |
| 2     | Zach Wajtknecht      | 19        |
| 3     | Lukas Fienhage       | 17        |
| 4     | Chris Harris         | 15        |
| 5     | Erik Riss            | 13        |
| 6     | Dave Meijerink       | 11        |
| 7     | Andrew Appleton      | 10        |
| 8     | Jordan Dubernard     | 9         |
| 9     | Michael Haertel      | 8         |
| 10    | Romano Hummel        | 7         |
| 11    | Henri Ahlbom         | 5         |
| 12    | Jacob Bukhave        | 4         |
| 13    | Kenneth Kruse Hansen | 3         |
| 14    | Tero Aarnio          | 2         |
| 15    | Hynek Štichauer      | 1         |
| 16    | Max Dilger           | 0         |
| 17    | Daniel Spiller       | 0         |

### Heat-Siege
| Platz | Fahrer           | Heat Siege |
| ----- | ---------------- | ---------- |
| 1     | Martin Smolinski | 3          |
| 2     | Zach Wajtknecht  | 3          |
| 3     | Lukas Fienhage   | 3          |
| 4     | Erik Riss        | 2          |
| 5     | Andrew Appleton  | 2          |
| 6     | Chris Harris     | 1          |
| 7     | Dave Meijerink   | 1          |

### WM-Stand nach dem Rennen
| Platz | Fahrer               | WM-Punkte |
| ----- | -------------------- | --------- |
| 1     | Martin Smolinski     | 21        |
| 2     | Zach Wajtknecht      | 19        |
| 3     | Lukas Fienhage       | 17        |
| 4     | Chris Harris         | 15        |
| 5     | Erik Riss            | 13        |
| 6     | Dave Meijerink       | 11        |
| 7     | Andrew Appleton      | 10        |
| 8     | Jordan Dubernard     | 9         |
| 9     | Michael Haertel      | 8         |
| 10    | Romano Hummel        | 7         |
| 11    | Henri Ahlbom         | 5         |
| 12    | Jacob Bukhave        | 4         |
| 13    | Kenneth Kruse Hansen | 3         |
| 14    | Tero Aarnio          | 2         |
| 15    | Hynek Štichauer      | 1         |
| 16    | Max Dilger           | 0         |
| 17    | Daniel Spiller       | 0         |

### Rennläufe (Heats)

#### Heat: 1
Siegerzeit: 120,4s
| Platz | Fahrer           | Land        | Punkte |
| ----- | ---------------- | ----------- | ------ |
| 1     | Erik Riss        | Deutschland | 4      |
| 2     | Dave Meijerink   | Niederlande | 3      |
| 3     | Jordan Dubernard | Frankreich  | 2      |
| 4     | Henri Ahlbom     | Finnland    | 1      |
| 5     | Jacob Bukhave    | Danemark    | 0      |

#### Heat: 2
Siegerzeit: 120,4s
| Platz | Fahrer           | Land                   | Punkte |
| ----- | ---------------- | ---------------------- | ------ |
| 1     | Zach Wajtknecht  | Vereinigtes Konigreich | 4      |
| 2     | Martin Smolinski | Deutschland            | 3      |
| 3     | Max Dilger       | Deutschland            | 2      |
| 4     | Andrew Appleton  | Vereinigtes Konigreich | 1      |
| 5     | Michael Haertel  | Deutschland            | 0      |

#### Heat: 3
Siegerzeit: 119,4s
| Platz | Fahrer               | Land                   | Punkte |
| ----- | -------------------- | ---------------------- | ------ |
| 1     | Lukas Fienhage       | Deutschland            | 4      |
| 2     | Chris Harris         | Vereinigtes Konigreich | 3      |
| 3     | Romano Hummel        | Niederlande            | 2      |
| 4     | Hynek Štichauer      | Tschechien             | 1      |
| 5     | Kenneth Kruse Hansen | Danemark               | 0      |

### Zwischenstand nach Heat 3
| Platz | Fahrer               | Gesamt |
| ----- | -------------------- | ------ |
| 1     | Erik Riss            | 4      |
| 2     | Zach Wajtknecht      | 4      |
| 3     | Lukas Fienhage       | 4      |
| 4     | Dave Meijerink       | 3      |
| 5     | Martin Smolinski     | 3      |
| 6     | Chris Harris         | 3      |
| 7     | Jordan Dubernard     | 2      |
| 8     | Max Dilger           | 2      |
| 9     | Romano Hummel        | 2      |
| 10    | Henri Ahlbom         | 1      |
| 11    | Andrew Appleton      | 1      |
| 12    | Hynek Štichauer      | 1      |
| 13    | Jacob Bukhave        | 0      |
| 14    | Michael Haertel      | 0      |
| 15    | Kenneth Kruse Hansen | 0      |

#### Heat: 4
Siegerzeit: 119,8s
| Platz | Fahrer          | Land                   | Punkte |
| ----- | --------------- | ---------------------- | ------ |
| 1     | Erik Riss       | Deutschland            | 4      |
| 2     | Zach Wajtknecht | Vereinigtes Konigreich | 3      |
| 3     | Lukas Fienhage  | Deutschland            | 2      |
| 4     | Michael Haertel | Deutschland            | 1      |
| 5     | Dave Meijerink  | Niederlande            | 0      |

#### Heat: 5
Siegerzeit: 119,6s
| Platz | Fahrer               | Land                   | Punkte |
| ----- | -------------------- | ---------------------- | ------ |
| 1     | Andrew Appleton      | Vereinigtes Konigreich | 4      |
| 2     | Martin Smolinski     | Deutschland            | 3      |
| 3     | Kenneth Kruse Hansen | Danemark               | 2      |
| 4     | Jacob Bukhave        | Danemark               | 1      |
| 5     | Henri Ahlbom         | Finnland               | 0      |

#### Heat: 6
Siegerzeit: 119,7s
| Platz | Fahrer           | Land                   | Punkte |
| ----- | ---------------- | ---------------------- | ------ |
| 1     | Chris Harris     | Vereinigtes Konigreich | 4      |
| 2     | Jordan Dubernard | Frankreich             | 3      |
| 3     | Tero Aarnio      | Finnland               | 2      |
| 4     | Hynek Štichauer  | Tschechien             | 1      |
| 5     | Romano Hummel    | Niederlande            | 0      |

### Zwischenstand nach Heat 6
| Platz | Fahrer               | Gesamt |
| ----- | -------------------- | ------ |
| 1     | Erik Riss            | 8      |
| 2     | Zach Wajtknecht      | 7      |
| 3     | Chris Harris         | 7      |
| 4     | Martin Smolinski     | 6      |
| 5     | Lukas Fienhage       | 6      |
| 6     | Jordan Dubernard     | 5      |
| 7     | Andrew Appleton      | 5      |
| 8     | Dave Meijerink       | 3      |
| 9     | Max Dilger           | 2      |
| 10    | Romano Hummel        | 2      |
| 11    | Hynek Štichauer      | 2      |
| 12    | Kenneth Kruse Hansen | 2      |
| 13    | Tero Aarnio          | 2      |
| 14    | Henri Ahlbom         | 1      |
| 15    | Jacob Bukhave        | 1      |
| 16    | Michael Haertel      | 1      |

#### Heat: 7
Siegerzeit: 119,2s
| Platz | Fahrer           | Land                   | Punkte |
| ----- | ---------------- | ---------------------- | ------ |
| 1     | Martin Smolinski | Deutschland            | 4      |
| 2     | Zach Wajtknecht  | Vereinigtes Konigreich | 3      |
| 3     | Henri Ahlbom     | Finnland               | 2      |
| 4     | Jordan Dubernard | Frankreich             | 1      |
| 5     | Hynek Štichauer  | Tschechien             | 0      |

#### Heat: 8
Siegerzeit: 118,1s
| Platz | Fahrer               | Land                   | Punkte |
| ----- | -------------------- | ---------------------- | ------ |
| 1     | Lukas Fienhage       | Deutschland            | 4      |
| 2     | Andrew Appleton      | Vereinigtes Konigreich | 3      |
| 3     | Erik Riss            | Deutschland            | 0      |
| 4     | Kenneth Kruse Hansen | Danemark               | 0      |
| 5     | Tero Aarnio          | Finnland               | 0      |

#### Heat: 9
Siegerzeit: 119s
| Platz | Fahrer          | Land                   | Punkte |
| ----- | --------------- | ---------------------- | ------ |
| 1     | Dave Meijerink  | Niederlande            | 4      |
| 2     | Chris Harris    | Vereinigtes Konigreich | 3      |
| 3     | Romano Hummel   | Niederlande            | 2      |
| 4     | Michael Haertel | Deutschland            | 1      |
| 5     | Jacob Bukhave   | Danemark               | 0      |

### Zwischenstand nach Heat 9
| Platz | Fahrer               | Gesamt |
| ----- | -------------------- | ------ |
| 1     | Zach Wajtknecht      | 10     |
| 2     | Martin Smolinski     | 10     |
| 3     | Lukas Fienhage       | 10     |
| 4     | Chris Harris         | 10     |
| 5     | Erik Riss            | 8      |
| 6     | Andrew Appleton      | 8      |
| 7     | Dave Meijerink       | 7      |
| 8     | Jordan Dubernard     | 6      |
| 9     | Romano Hummel        | 4      |
| 10    | Henri Ahlbom         | 3      |
| 11    | Max Dilger           | 2      |
| 12    | Michael Haertel      | 2      |
| 13    | Hynek Štichauer      | 2      |
| 14    | Kenneth Kruse Hansen | 2      |
| 15    | Tero Aarnio          | 2      |
| 16    | Jacob Bukhave        | 1      |

#### Heat: 10
Siegerzeit: 117,6s
| Platz | Fahrer               | Land                   | Punkte |
| ----- | -------------------- | ---------------------- | ------ |
| 1     | Martin Smolinski     | Deutschland            | 4      |
| 2     | Chris Harris         | Vereinigtes Konigreich | 3      |
| 3     | Andrew Appleton      | Vereinigtes Konigreich | 2      |
| 4     | Dave Meijerink       | Niederlande            | 1      |
| 5     | Kenneth Kruse Hansen | Danemark               | 0      |

#### Heat: 11
Siegerzeit: 117,7s
| Platz | Fahrer          | Land                   | Punkte |
| ----- | --------------- | ---------------------- | ------ |
| 1     | Zach Wajtknecht | Vereinigtes Konigreich | 4      |
| 2     | Romano Hummel   | Niederlande            | 3      |
| 3     | Erik Riss       | Deutschland            | 2      |
| 4     | Hynek Štichauer | Tschechien             | 1      |
| 5     | Jacob Bukhave   | Danemark               | 0      |

#### Heat: 12
Siegerzeit: 119,2s
| Platz | Fahrer           | Land        | Punkte |
| ----- | ---------------- | ----------- | ------ |
| 1     | Lukas Fienhage   | Deutschland | 4      |
| 2     | Michael Haertel  | Deutschland | 3      |
| 3     | Henri Ahlbom     | Finnland    | 2      |
| 4     | Jordan Dubernard | Frankreich  | 1      |
| 5     | Tero Aarnio      | Finnland    | 0      |

### Zwischenstand nach Heat 12
| Platz | Fahrer               | Gesamt |
| ----- | -------------------- | ------ |
| 1     | Zach Wajtknecht      | 14     |
| 2     | Martin Smolinski     | 14     |
| 3     | Lukas Fienhage       | 14     |
| 4     | Chris Harris         | 13     |
| 5     | Erik Riss            | 10     |
| 6     | Andrew Appleton      | 10     |
| 7     | Dave Meijerink       | 8      |
| 8     | Jordan Dubernard     | 7      |
| 9     | Romano Hummel        | 7      |
| 10    | Henri Ahlbom         | 5      |
| 11    | Michael Haertel      | 5      |
| 12    | Hynek Štichauer      | 3      |
| 13    | Max Dilger           | 2      |
| 14    | Kenneth Kruse Hansen | 2      |
| 15    | Tero Aarnio          | 2      |
| 16    | Jacob Bukhave        | 1      |

#### Heat: 13
Siegerzeit: 115,7s
| Platz | Fahrer           | Land                   | Punkte |
| ----- | ---------------- | ---------------------- | ------ |
| 1     | Andrew Appleton  | Vereinigtes Konigreich | 4      |
| 2     | Jacob Bukhave    | Danemark               | 3      |
| 3     | Jordan Dubernard | Frankreich             | 2      |
| 4     | Tero Aarnio      | Finnland               | 1      |
| 5     | Romano Hummel    | Niederlande            | 0      |

#### Heat: 14
Siegerzeit: 119,5s
| Platz | Fahrer               | Land                   | Punkte |
| ----- | -------------------- | ---------------------- | ------ |
| 1     | Zach Wajtknecht      | Vereinigtes Konigreich | 4      |
| 2     | Erik Riss            | Deutschland            | 3      |
| 3     | Chris Harris         | Vereinigtes Konigreich | 2      |
| 4     | Kenneth Kruse Hansen | Danemark               | 1      |
| 5     | Henri Ahlbom         | Finnland               | 0      |

#### Heat: 15
Siegerzeit: 118,4s
| Platz | Fahrer           | Land        | Punkte |
| ----- | ---------------- | ----------- | ------ |
| 1     | Martin Smolinski | Deutschland | 4      |
| 2     | Michael Haertel  | Deutschland | 3      |
| 3     | Lukas Fienhage   | Deutschland | 2      |
| 4     | Dave Meijerink   | Niederlande | 1      |
| 5     | Hynek Štichauer  | Tschechien  | 0      |

### Zwischenstand nach Heat 15
| Platz | Fahrer               | Gesamt |
| ----- | -------------------- | ------ |
| 1     | Zach Wajtknecht      | 18     |
| 2     | Martin Smolinski     | 18     |
| 3     | Lukas Fienhage       | 16     |
| 4     | Chris Harris         | 15     |
| 5     | Andrew Appleton      | 14     |
| 6     | Erik Riss            | 13     |
| 7     | Dave Meijerink       | 9      |
| 8     | Jordan Dubernard     | 9      |
| 9     | Michael Haertel      | 8      |
| 10    | Romano Hummel        | 7      |
| 11    | Henri Ahlbom         | 5      |
| 12    | Jacob Bukhave        | 4      |
| 13    | Hynek Štichauer      | 3      |
| 14    | Kenneth Kruse Hansen | 3      |
| 15    | Tero Aarnio          | 3      |
| 16    | Max Dilger           | 2      |

#### Last Chance Heat
Siegerzeit: 117,4s
| Platz | Fahrer           | Land                   | Punkte |
| ----- | ---------------- | ---------------------- | ------ |
| 1     | Erik Riss        | Deutschland            | 4      |
| 2     | Chris Harris     | Vereinigtes Konigreich | 3      |
| 3     | Dave Meijerink   | Niederlande            | 2      |
| 4     | Andrew Appleton  | Vereinigtes Konigreich | 1      |
| 5     | Jordan Dubernard | Frankreich             | 0      |

#### Finale
Siegerzeit: 116,5s
| Platz | Fahrer           | Land                   | Punkte |
| ----- | ---------------- | ---------------------- | ------ |
| 1     | Martin Smolinski | Deutschland            | 4      |
| 2     | Zach Wajtknecht  | Vereinigtes Konigreich | 3      |
| 3     | Lukas Fienhage   | Deutschland            | 2      |
| 4     | Chris Harris     | Vereinigtes Konigreich | 1      |
| 5     | Erik Riss        | Deutschland            | 0      |